# Heracles Almelo
Heracles Almelo este un club de fotbal din Țările de Jos. A fost fondat în Almelo la 3 mai 1903.